# Buitenwegse Molen
De molen van de Polder Buitenweg (ook Buitenwegse Molen genaamd) is een wipmolen iets buiten het dorp Oud-Zuilen gelegen, in de Nederlandse provincie Utrecht. De molen uit 1830 was tot 2016 maalvaardig. In 1931 werd het scheprad vervangen door een open schroefpomp (Dekkerpomp). In 1972 droeg het waterschap Buitenweg de molen over aan de Stichting De Utrechtse Molens.
De kleine Buitenwegse molen staat direct naast de veel grotere Westbroekse Molen. Het bijzondere aan deze combinatie is dat de kleinste en de grootste poldermolens van de provincie Utrecht naast elkaar staan.
De bovenas is bij de hals gelagerd met een Dekkerlager.

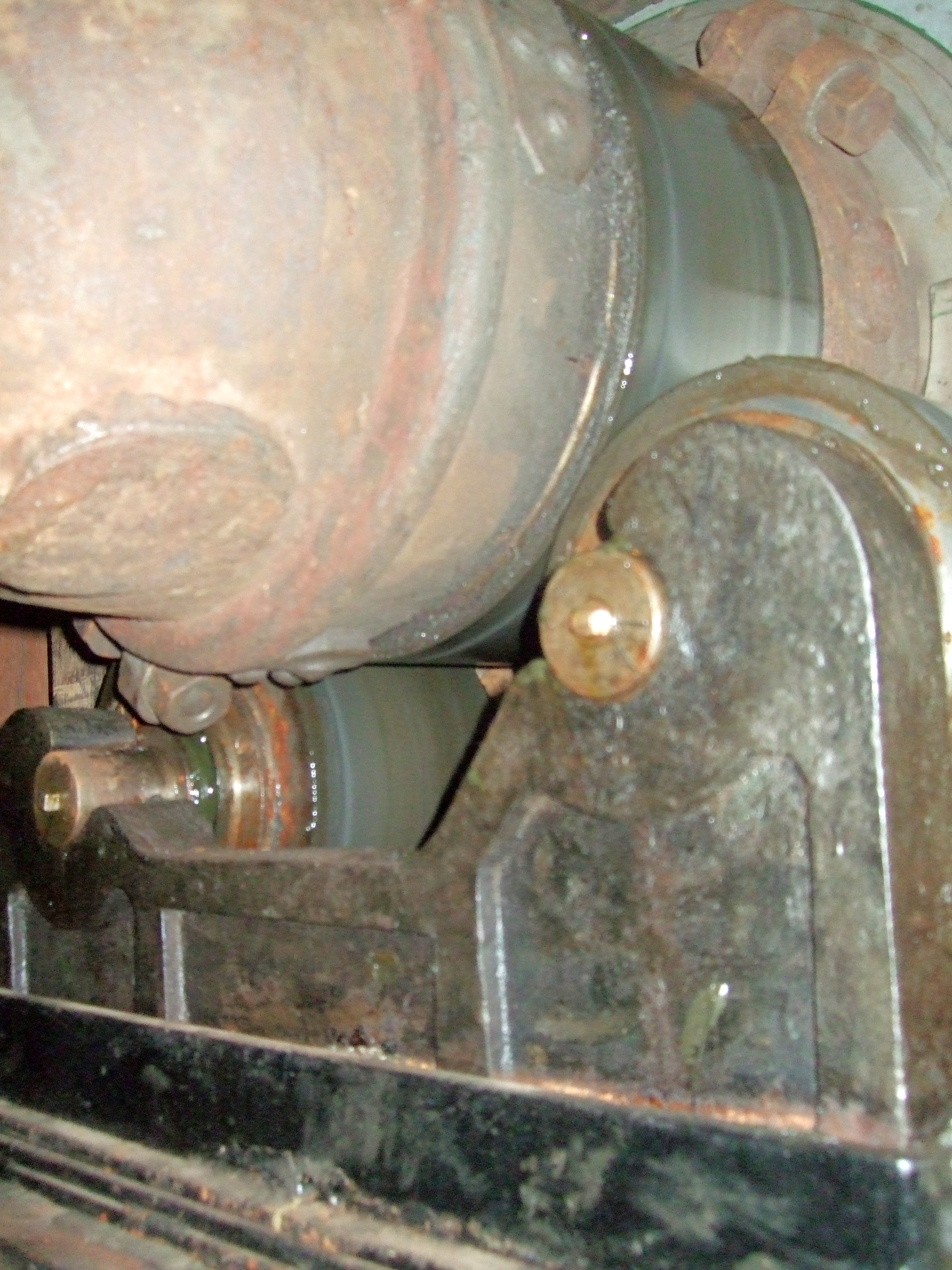
Dekkerlager

In de nacht van 14 op 15 maart 2016 werd de molen door brand ernstig beschadigd. De oorzaak van de brand was vermoedelijk brandstichting. Op 18 april 2017 zijn de restanten vervoerd naar de molenmakerswerkplaats van Beijk in Limburg om daar weer geheel gerestaureerd te worden.
Eind 2017 werd de molen op zijn eigen locatie opnieuw opgebouwd. Bij deze gelegenheid zijn de fokwieken vervangen door het stroomlijnsysteem Dekker. Om zoveel mogelijk van de brand overgebleven balken te gebruiken is er een stalen constructie in de molen aangebracht. Verder is er op de zetel een kogellager geplaatst, waardoor de molen nu licht kruit. De molen is inmiddels weer geheel maalvaardig.

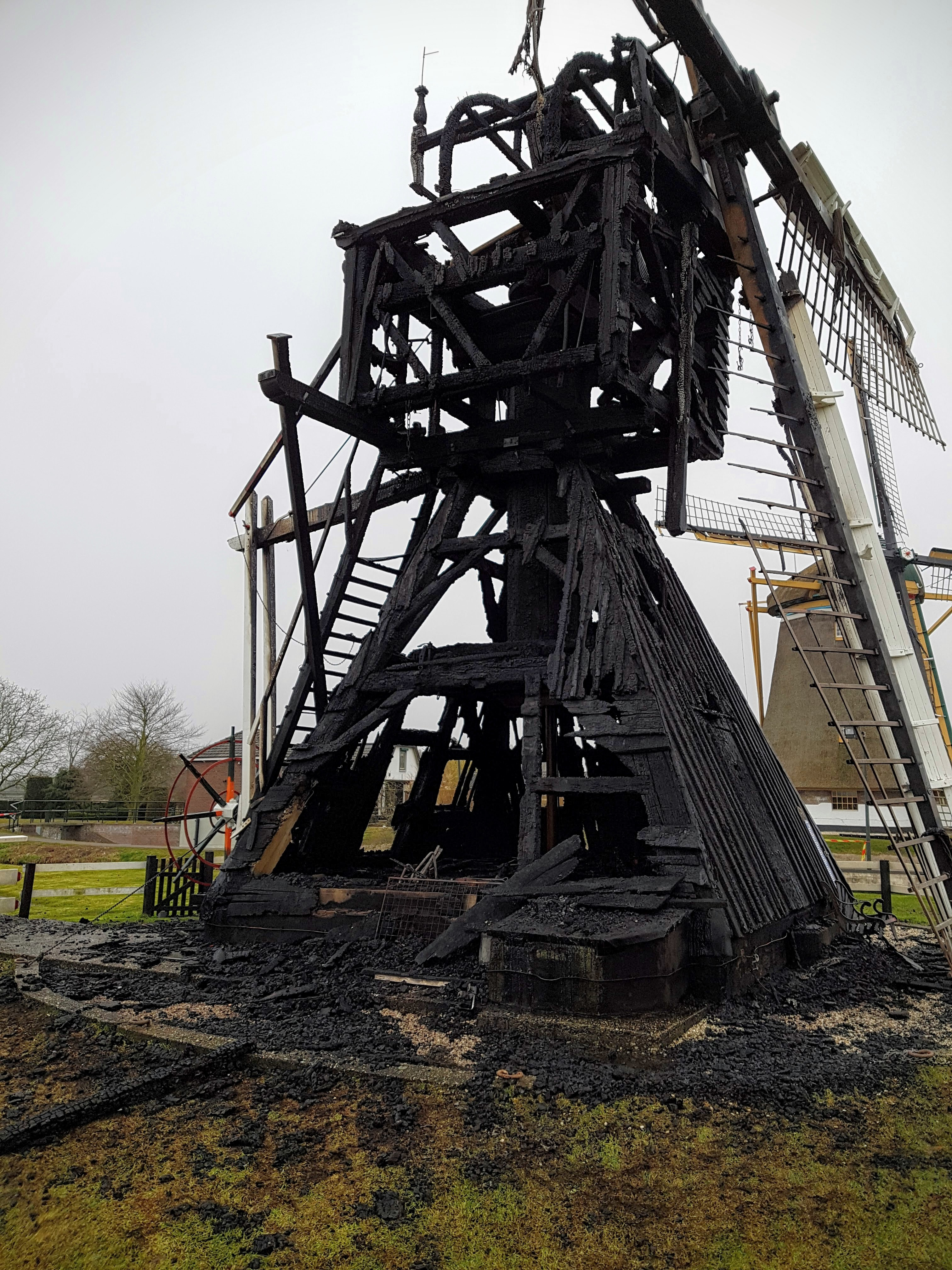
De afgebrande molen
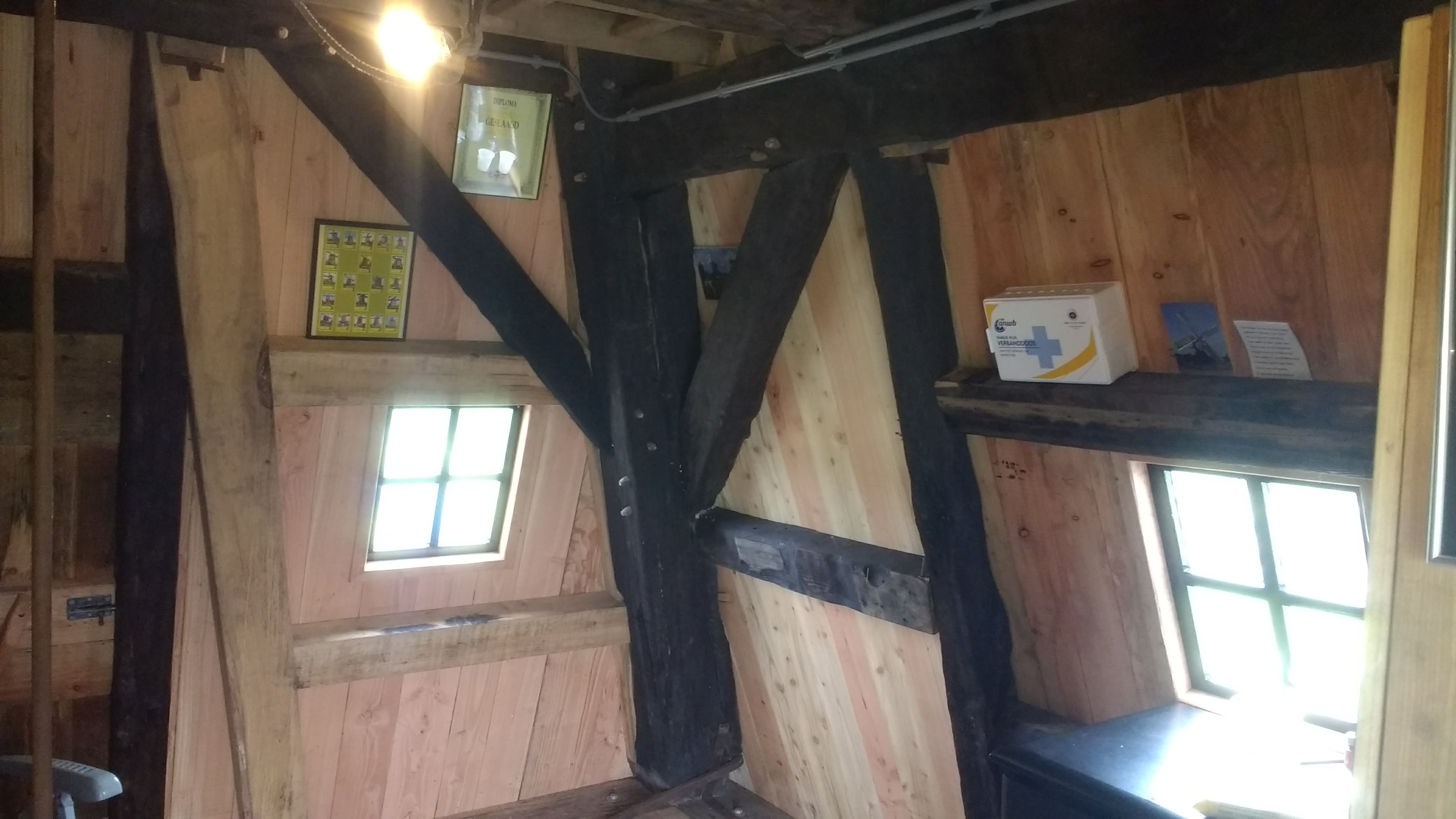
Balken ondertoren
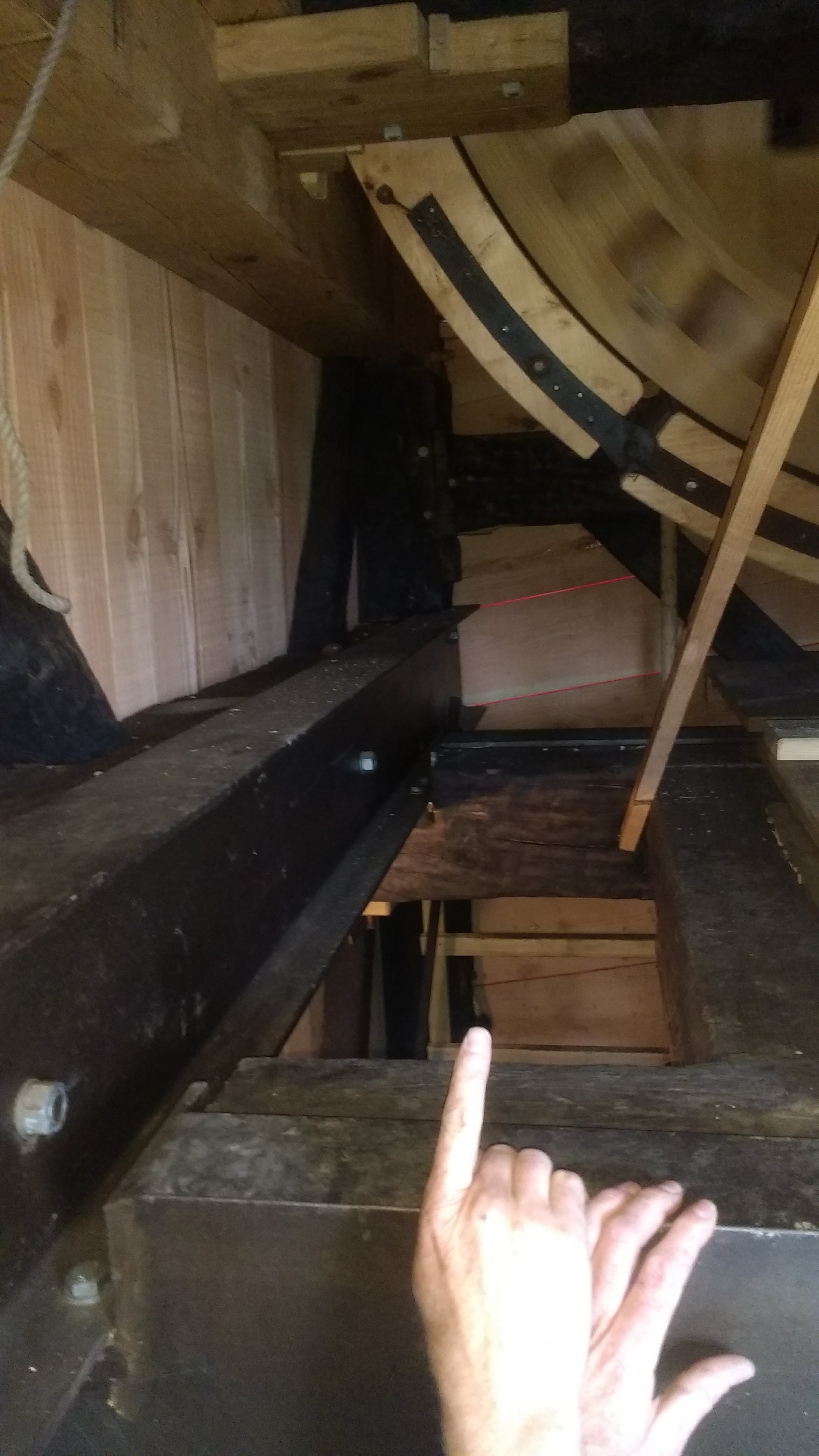
Staalconstructie bovenhuis
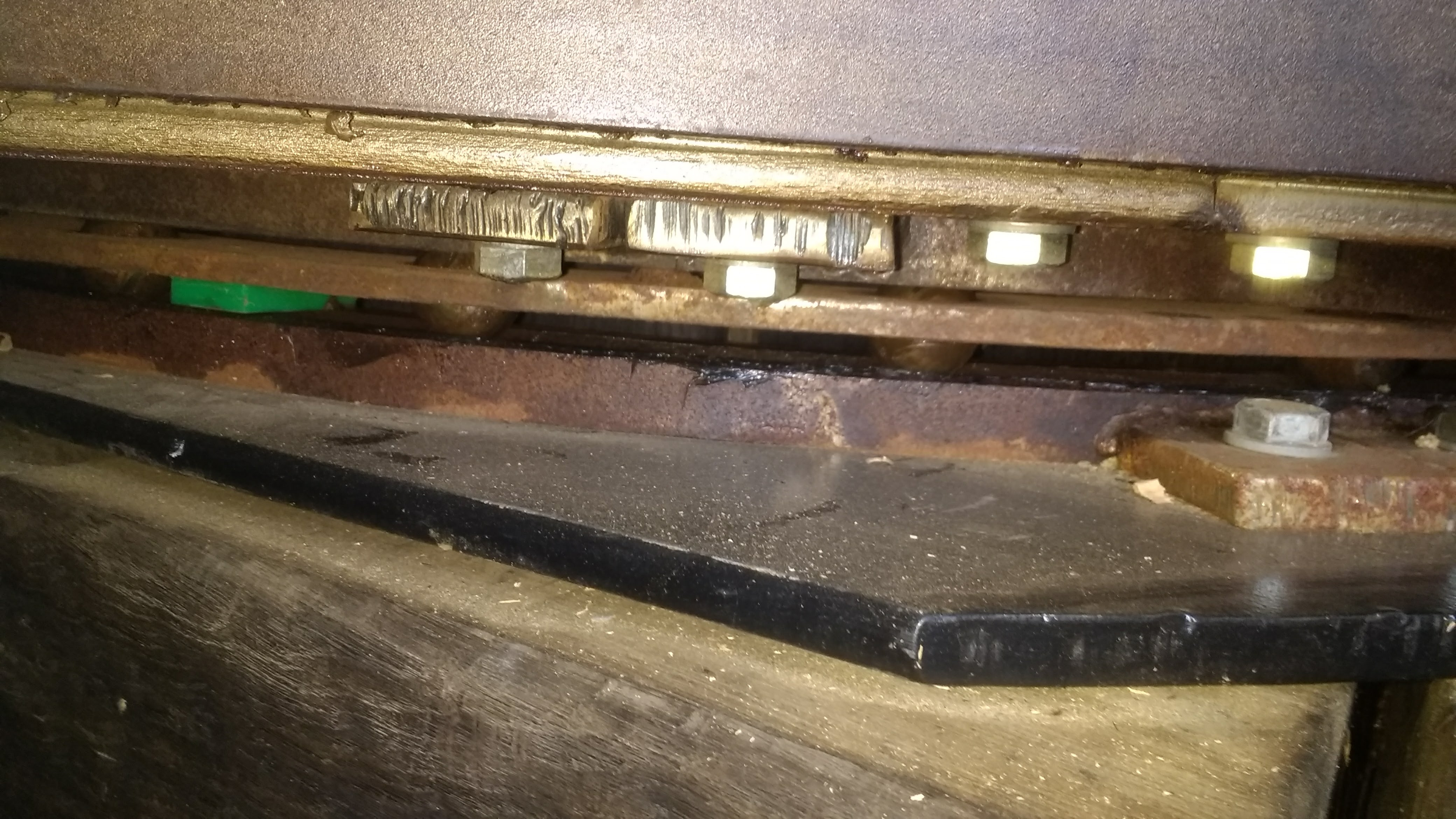
Kogellager bovenzetel
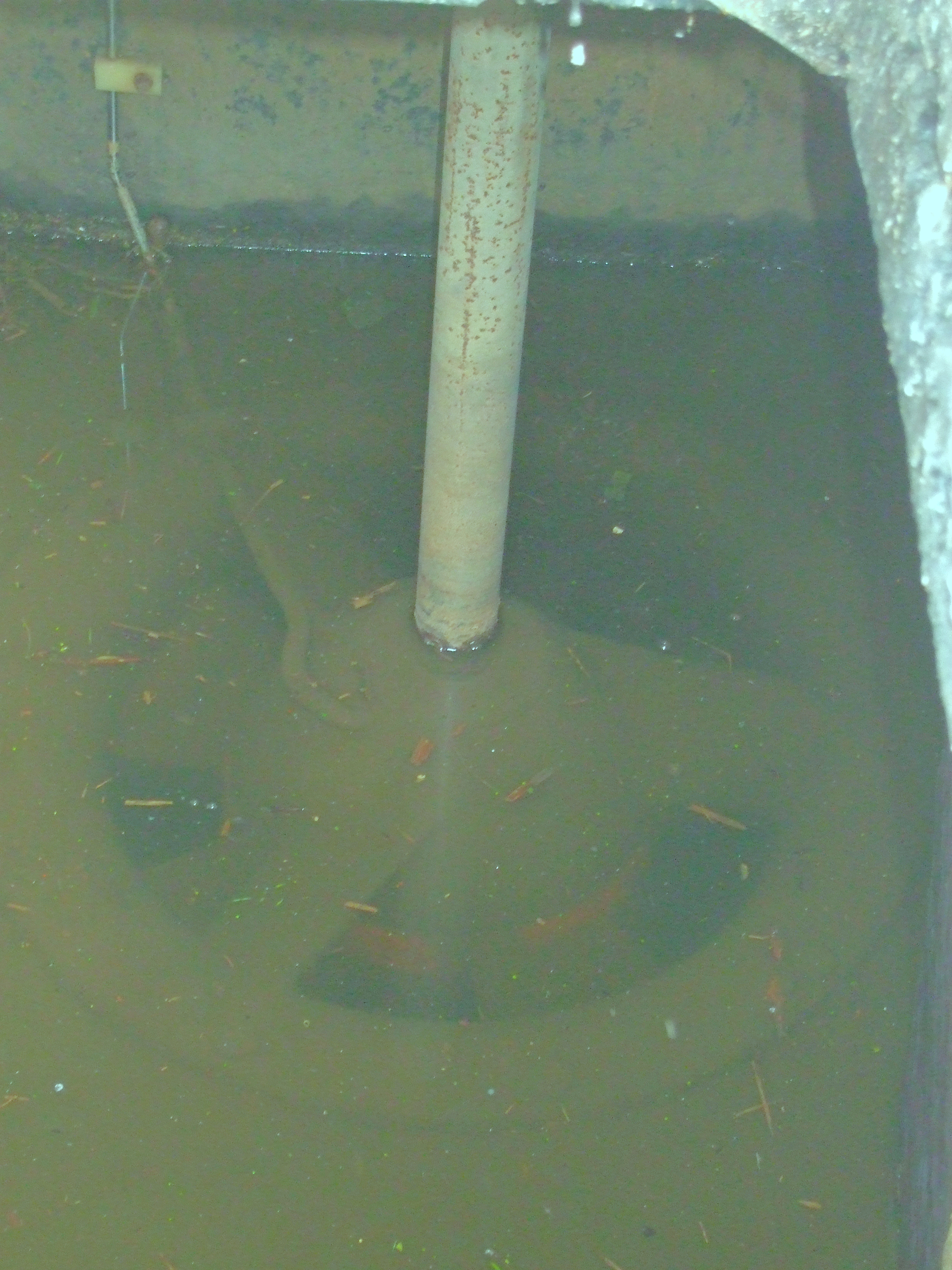
Dekkerpomp